# ねじれ正多面体
ねじれ正多面体（ねじれせいためんたい）または正スポンジとはペトリーとコクセターが発見した特殊な正多面体である。これはほかの正多面体とは異なり無限面である。この図形をシュレーフリの記号で書くときは特殊であり、通常の表記に加えてそれぞれ下記の空間充填形から取り除いた正多角形も含め{p,q|n}と表記する。ねじれ正多面体は、全部で3種類あり{4,6|4}、{6,4|4}、{6,6|3}である。これでは360度を超してしまうので、正多角形をジグザグにつなぐ。無限面の正多面体を加えることにより、正多角形による平面充填形3種を含み、正多面体の総数を15種類まで増やすことができる。
| 画像 | 名称                         | シュレーフリ記号 | 解説                                                                   |
| ---- | ---------------------------- | ---------------- | ---------------------------------------------------------------------- |
|      | 四角六片四角孔ねじれ正多面体 | {4,6\|4}         | 立方体による空間充填形からいくつかの正方形を取り除いた形である。       |
|      | 六角四片四角孔ねじれ正多面体 | {6,4\|4}         | 切頂八面体による空間充填形の正方形を取り除いた形である。               |
|      | 六角六片三角孔ねじれ正多面体 | {6,6\|3}         | 正四面体と切頂四面体による空間充填形から正三角形を取り除いた形である。 |